# Sastra harmandi
Sastra harmandi es una especie de insecto coleóptero de la familia Chrysomelidae. Fue descrita científicamente en 1932 por Laboissiere.